# 2-Fenilisopropanol
2-Fenilisopropanol ou 2-fenil-2-propanol é o composto orgânico de fórmula C9H12O, massa molecular 136,19.
Tem como sinônimos 1-hidroxicumeno, 2-fenil-2-propano, fenil isopropanol, ácido alfa-cumílico, 2-fenil-propan-2-ol, dimetilfenilmetanol ou fhenildimetilcarbinol.
É classificado com número CAS 617-94-7, CBNumber CB0288361, MOL File 617-94-7.mol.
Apresenta ponto de fusão de 28-32 °C, ponto de ebulição 202 °C, densidade de 0,973 g/mL a 25 °C. 